# Acanthocyclops strimonis
Acanthocyclops strimonis – gatunek widłonoga z rodziny Cyclopidae. Opisał go w 1994 roku bułgarski zoolog Iwan S. Pandourski, nadając mu nazwę Diacyclops strimonis.